# فرنسیس پی. بولتون
فرنسیس پین بینگهام بولتون (Frances Payne Bingham Bolton)‏ (۲۹ مارس ۱۸۸۵–۹ مارس ۱۹۷۷)، سیاستمدار جمهوری‌خواه از ایالت اوهایو بود. او در مجلس نمایندگان ایالات متحده خدمت کرد و نخستین زنی بود که از از ایالت اوهایو در کنگره انتخاب شد. بولتون در اواخر دههٔ ۱۹۳۰، در قبال سیاست خارجی موضع انزواگرایانه اتخاذ کرد و در سال ۱۹۴۰ با (پیش‌نویس) قانون خدمات انتخابی و در سال ۱۹۴۱ با قانون وام و اجاره مخالفت ورزید. در جریان جنگ خواستار تبعیض زدایی از واحدهای پرستاری نظامی شد که همگی سفیدپوست و زنان بودند. در سال ۱۹۴۷ لایحهٔ طولانی مدت را برای آموزش پرستاری تهیه کرد اما این لایحه به تصویب نرسید. زمانی‌که بعد از جنگ پیش‌نویس این لایحه دوباره وارد مجلس شد، بولتون سرسختانه از خدمت نظامی اجباری زنان حمایت کرد. بلتون با اشاره به نقش برجستهٔ زنان در جنگ گفت: ادامهٔ ایفای این نقش اصلی برای زنان اشد ضرورت است. بلتون نقش زنان را تهدید به ازدواج نمی‌دانست و استدلال می‌کرد که زنان در خدمت سربازی، شخصیت و مهارت‌های خود را توسعه می‌دهند و از این‌رو جایگاه آن‌ها در خانواده بلند می‌رود. بولتون به‌عنوان یکی از اعضای کمیتهٔ روابط خارجی مجلس، سرسختانه از سازمان ملل بویژه صندوق کودکان ملل متحد (UNICEF) و استقلال مستعمرات آفریقایی حمایت کرد.

## اوایل زندگی
بولتون با نام فرنسیس پین بینگهام ۲۹ مارس سال ۱۸۸۵ در شهر کلیوند ایالت اوهایو متولد شد. بولتون دختر چارلز ویلیام بینگهام (۱۸۴۶–۱۹۲۹) و مری پری (نام تولد: پین) بینگهام (۱۸۵۴–۱۸۹۸) بود. خواهران و برادران وی عبارت بودند از اولیور پری بینگهام، ویلیام اچ. بینگهام، الیزابت بیردسلی (موسوم به بینگهام) بلاسم و هنری پین بینگهام.
ناتان پی. پین (شهردار پیشین کلیوند)، اولیورد آزار پین (که در شرکت نفتی استاندارد اویل کار کرد) و فلورا پین خاله (خانم ویلیام کالینز ویتنی، وزیر نیروی دریایی ایالات متحده)، از جمله اعضای فامیل مادری بولتون بودند. هنری بی. پین، سناتور ثروتمند ایالات متحد، پدربزرگ مادری بولتون بود.
فرنسیس در مدارس خصوصی در شهر کلیوند ایالت نیویورک و پاریس درس خواند.

## حرفه
بولتون که در بخش‌های بهداشت، آموزش پرستاری و سایر خدمت اجتماعی، آموزش و کارهای خیریه فعالیت می‌کرد، چند ماه پس از فوت همسرش چستر سی. بولتون در سال ۱۹۳۹، جانشین وی شد. بولتون پس از انتخابش در دوره باقی‌مانده شوهر مرحومش، از اخذ پول مستمری متعارف شامل باقی حقوقی که شوهر مرحومش در صورت ختم دوره خدمتش دریافت می‌کرد، خودداری کرد. او از حوزهٔ انتخابیهٔ بیست و دوم نمایندگی می‌کرد که اکثراً از حومهٔ شرقی شهر کلیوند تشکیل شده بود. بولتون چهارده دوره دیگر نیز خدمت کرد که سه دورهٔ آن همراه با پسرش اولیور پی. بولتون بود. بولتون و الیور به‌عنوان مادر و پسری که با هم در مجلس خدمت می‌کردند، در برنامه تلویزیونی شغل من چیست؟ ظاهر شدند. طبق گزارش‌ها، زمانی که پسر بولتون علیه بولتون رای داد، بولتون نجواگونه در صحن مجلس گفت: «آن پسر خوانده من است».
یک تحقیق محرمانه سال ۱۹۴۳ کمیتهٔ امور خارجی مجلس نمایندگان توسط آیزابا برلین به وزارت امور خارجه بریتانیا، بولتون را چنین توصیف کرد:
یک عضو آرام و نستباً توانای کمیته که هرچند یکی از چهار اپوزیسیون فعال نیست، اما احتمالاً نسبت به هرنوع سیاست‌های بین‌الملل‌گرایی نیودیل به دیده شک می‌نگرد. سابقه وی از لحاظ دیدگاه قبل از حمله پرل هاربر یک انزوا طلب بود. به هر حال در حال حاضر، از نظر دیدگاه یک ناسوینالیست بود نسبت به انترناسوینالیست.
بولتون که در کمیتهٔ امور خارجی مجلس خدمت می‌کرد، پس از سقوط پایگاه فرانسه در شهر دین بین فو در ماه مه سال ۱۹۵۴ با جان فاستر دالس، وزیر امور خارجه تماس گرفت و از وی خواست که پرستار ژنویو دوگالارد را به ایالات متحده بخواهد. پس از ورود دوگالارد در ماه ژوئیه، بولتون وی را «نماد ویژگی‌های قهرمانانه بودن زنان در جهان آزاد» توصیف کرد. دوگالارد پس از دریافت مدال نشان افتخاری آزادی رئیس‌جمهوری، در یک ضیافت شام سیصد نفره اعضای کنگره در شهر کلیوند زادگاه بولتون در یک سیاحت بیرون از کشور، مورد پذیرایی قرار گرفت.
بولتون بر قانون حقوق مدنی سال ۱۹۵۷،‏‏ ۱۹۶۰،‏‏ ۱۹۶۴‏ و ۱۹۶۸‏ و قانون حق رای‌دهی سال ۱۹۶۵ رای مثبت داد.

### کمیتهٔ امور خارجی مجلس نمایندگان
در سال ۱۹۵۵ بولتون نخستین زن آمریکایی عضو کنگره بود که ریاست یک هیئت نمایندگی بین‌المللی را به‌عهده داشت و از منابع خود برای تأمین مالی آن استفاده کرد. خانم بولتون به‌عنوان عضو کمیتهٔ فرعی در امور آفریقا کمیتهٔ امور خارجی مجلس نمایندگان، این را مسئولیت خود می‌دانست که تا حد امکان از آفریقا بازدید نماید. بولتون که در ۱ سپتامبر به سنگال رسید، شش هفته بعدی را با هواپیما، قطار ریل، قایق و ماشین خودرو، سراسر قاره را رفت و آمد کرد. ایست‌های مهم وی در کشورهای لیبریا، غنا (که از آن‌زمان تا حال به نام ساحل عاج مشهور است)، کنگوی بلژیک، رودزیای شمالی (زامبیای فعلی)، رودزیای جنوبی (زیمبابوه فعلی)، آفریقای جنوبی و اتیوپی بود. با ملی‌گرایان برجسته مانند قوام نکرومه، سیاست‌مداران قدرتمندی چون هایله سلاسی و زنان برجسته همچون ملکه مادر توتسی‌ها ملاقات کرد. بلتون در جریان سفر خود زمان زیادی در دیدار از مدارس و صحبت با جوانان و ملاقات با زنان از همه اقشار جامعه در بازارها یا درمان‌گاه‌ها، صرف کرد. به‌عنوان شخصی که علاقهٔ همیشگی به آموزش و مراقبت داشت، در جریان سفر به آفریقا این مسائل را در اولویت کاری خود قرار داد.
بولتون پس از برگشت به ایالات متحده، یک گزارش خیلی‌ها دقیق و خردمندانه را به کنگره ارائه کرد. یکی از پیشنهادهایش به کنگره این بود که، وزارت امور خارجه یک دفتر جدید در امور آفریقا ایجاد نماید و این شعبه توسط دستیار جدید وزیر امور خارجه در امور آفریقا، نظارت شود. بولتون کمک کرد تا ایجاد این دفتر را عملاً مشاهده نمائیم و همین بود که کنگره در سال ۱۹۵۸ این دفتر را ایجاد کرد. بولتون افزون بر شریک سازی گزارش سفر خود به کنگره از طریق گزارش رسمی، با ساختن فیلمی دربارهٔ سفر خود تحت عنوان آفریقا: غول با آینده سال ۱۹۵۵، تلاش تحسین‌برانگیزی را برای آشنا سازی مردم آمریکا در مورد تنوع قاره آفریقا انجام داد. این فیلم منبع بسیار خوبی برای دانشجویان و مدرسینی که خواهان نگاه به چندین کشور/مستعمره آفریقایی در اواسط دههٔ ۱۹۵۰ هستند، است و این فیلم توسط آرشیو ملی در DVD قابل دسترس است. سفر بولتون به آفریقا، افزون بر آگاه ساختن کنگره و مردم در مورد آفریقا، در قسمت آغاز فرایند رفع محدودیت بر زنان برای ایفای نقش عمده در روابط خارجی ایالات متحده کمک کرد.
افزون بر تأثیرگذاری بر روابط ایالات متحده با آفریقا، یکی از ماندگارترین دستاوردهای بولتون طرح قانون خریداری ملک در سراسر رودخانه پوتوماک از موت ورنون خانهٔ جورج واشینگتن بود. این قانون مانع تجاری سازی منطقه شد و ظاهر و سیمای آن را همانند زمانی که واشینگتن در آن زندگی می‌کرد، حفظ کرد.